# Mariano Díaz
Mariano Díaz Díaz (Villarejo de Salvanés, Madrid, 17 de septiembre de 1939 - 5 de abril de 2014) fue un ciclista profesional español, entre 1965 y 1971.

## Trayectoria
En categoría amateur destacaron sus tres victorias en la Vuelta a Navarra en 1963, 1964 y 1965. Ya en profesionales sus mayores éxitos fueron una victoria de etapa en el Tour de Francia de 1969, dos victorias de etapa en la Vuelta a España en las ediciones de 1967 y 1969 y la Volta a Cataluña de 1969.
Participó en las pruebas de fondo en carretera y en la de 100 km contrarreloj por equipos de los Juegos Olímpicos de 1964 celebrados en Tokio, finalizando respectivamente en los puestos 32.º y 8.º.

## Palmarés
| 1965 - Tour del Porvenir, más 2 etapas - Vuelta a los Puertos - Vuelta a Navarra - Campeón de España por Regiones 1966 - Vuelta a los Valles Mineros 1967 - 1 etapa en la Vuelta a España y Gran Premio de la Montaña | 1968 - Vuelta a Levante - Semana Catalana de Ciclismo 1969 - 1 etapa en el Tour de Francia - 1 etapa en la Vuelta a España - Volta a Cataluña - Gran Premio de Santander - 1 etapa en la Vuelta a Suiza |

## Resultados en Grandes Vueltas
Durante su carrera deportiva consiguió los siguientes puestos en las Grandes Vueltas.
| Carrera         | 1966 | 1967 | 1968 | 1969 |
| --------------- | ---- | ---- | ---- | ---- |
| Giro de Italia  | -    | -    | 13.º | -    |
| Tour de Francia | 20.º | Ab.  | -    | Ab.  |
| Vuelta a España | 14.º | 8.º  | -    | 28.º |

-: No participa

Ab.: Abandono